# Microvelia austrina
Microvelia austrina är en insektsart som beskrevs av Torre-bueno 1924. Microvelia austrina ingår i släktet Microvelia och familjen vattenlöpare. Inga underarter finns listade i Catalogue of Life.